# Montañas Ilgaz

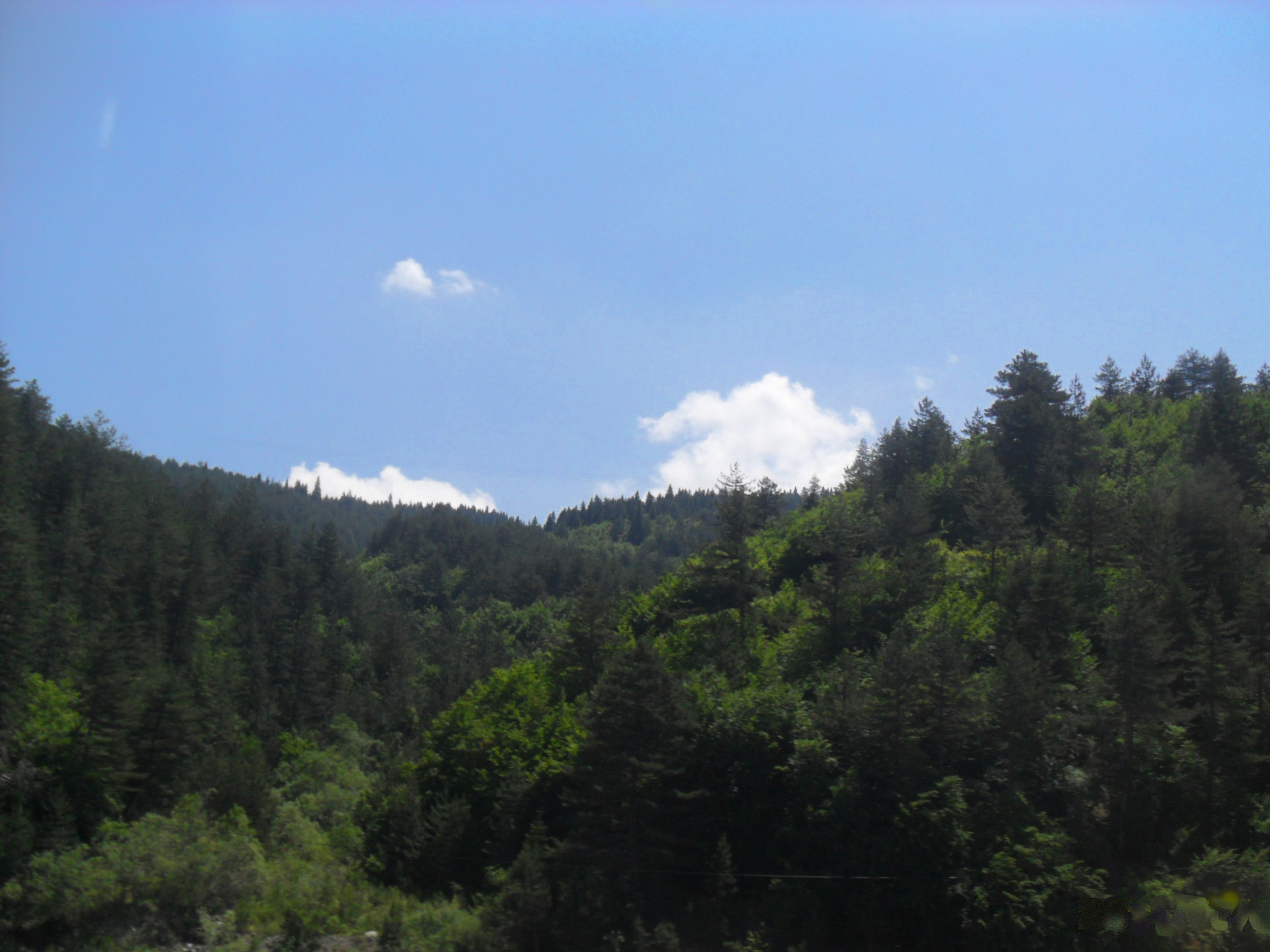
Mar de árboles

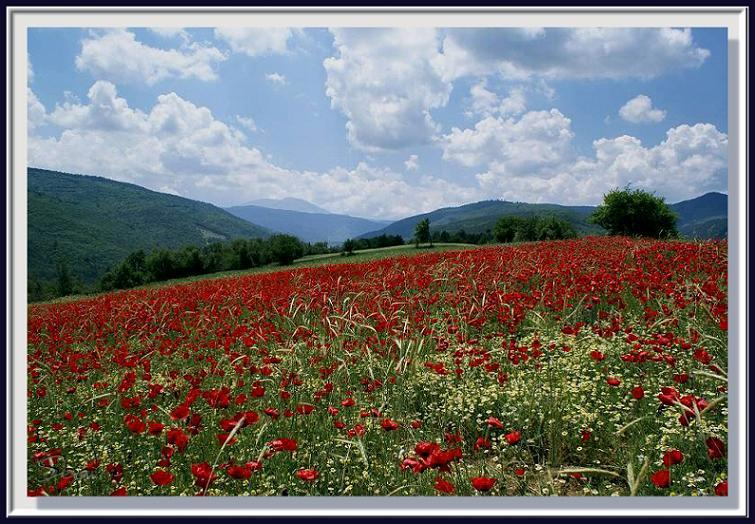
Campos de amapolas en las laderas del sur

Las montañas Ilgaz (en turco: Ilgaz Dağları; en griego antiguo: Ὄλγασσυς, romanizado: Olgassys) son una cadena montañosa en el noroeste de Anatolia, Turquía. Pertenece al sistema de las Montañas Pónticas.

## Geografía
En la región occidental del Mar Negro hay tres cordilleras que discurren paralelas a la costa del Mar Negro. Los montes Ilgaz constituyen la parte oriental de la segunda cordillera desde la línea de costa a una distancia media de 100 km. La vertiente norte de las montañas se encuentra en la provincia de Kastamonu y la vertiente sur en la provincia de Çankırı. La longitud del sistema montañoso de oeste a este es de unos 150 km con una anchura de unos 30 km. El pico más elevado de la montaña, conocido como Büyükhacet Tepe, tiene 2.587 m de altura. La carretera estatal D.765, que conecta la costa del Mar Negro con Anatolia Central, está a 10 km al oeste del pico. La altitud del paso más alto de la carretera es de 1.850 m.

## Historia
Los antiguos griegos y romanos conocían generalmente las montañas como Olgassys. Se consideraba una montaña elevada e inaccesible en las fronteras de la antigua Paflagonia y Galacia, que se extendía desde el río Halys (Kızılırmak) en dirección suroeste hacia el Sangarius, y que contenía las fuentes del río Parthenius. El país circundante estaba repleto de templos erigidos por los paphagones. La montaña mencionada por Ptolomeo con el nombre de Ligas, Gigas u Oligas, es probablemente la misma que el Olgassys de Estrabón. William Smith consideraba que el nombre actual era una corrupción del nombre anterior 

## Parque Nacional
El Parque Nacional del Monte Ilgaz (en turco: Ilgaz Dağı Milli Parkı), situado al oeste del paso de la autopista, se inauguró el 2 de junio de 1976 y es fácilmente accesible desde la carretera D.765. La superficie total del parque es de 1.088 ha. En la cota más alta del parque hay varios hoteles que dan servicio a los esquiadores. Los esquiadores pueden utilizar un telesilla de 1.500 m de longitud hasta la zona de esquí. La distancia desde Ankara es de 200 km, lo que hace que el parque sea la estación de deportes de invierno más cercana a los ciudadanos de la capital. En verano, los visitantes pueden pescar en el valle de Baldıran, dentro del parque nacional.

## Ecología
Las montañas Ilgaz, especialmente las laderas del norte, están cubiertas por una densa forestación. El nombre popular de la silvicultura alrededor de las montañas Ilgaz es "mar de árboles" (en turco: ağaç denizi ). Algunos de los animales salvajes que viven en las cordilleras boscosas son el ciervo, el corzo, el gamo, el jabalí, el oso pardo, el lobo gris, el chacal europeo, el rebeco y el zorro rojo. En 1996, se descubrió una nueva especie de insecto en la ecología de la montaña Ilgaz y en 2010 se la nombró Merodon Ilgazense.

## En la música popular
El tema de una canción popular "Ilgaz" compuesta por Ahmet Samim Bilgen y la letra de Cemil Türkarman trata sobre las Montañas Ilgaz.